# Camillo Ripamonti
Camillo Ripamonti (Gorgonzola, 25 maggio 1919 – Milano, 23 aprile 1997) è stato un politico e ingegnere italiano, più volte ministro della Repubblica Italiana e per 34 anni sindaco della propria città natale.

## Biografia
Nato a Gorgonzola, in Provincia di Milano,, il 25 maggio 1919. Laureato in ingegneria, per 34 anni (1946-1980) è stato ininterrottamente sindaco della sua città.
Dal 1958 al 1968, nella III e IV legislatura, è parlamentare alla Camera e dal 1968 al 1983, nella V, VI, VII e VIII  legislatura, al Senato. Ha ricoperto diversi incarichi ministeriali: Ministro della Sanità nel primo governo Rumor, dal 12 dicembre 1968 al 5 agosto 1969; Ministro della Sanità nel Governo secondo Rumor, dal 5 agosto 1969 al 27 marzo 1970; Ministro senza portafoglio della Ricerca Scientifica nel terzo governo Rumor, dal 27 marzo 1970 al 6 agosto 1970; Ministro senza portafoglio della Ricerca Scientifica nel Governo Colombo, dal 6 agosto 1970 al 17 febbraio 1972; Ministro del Commercio con l’Estero nel primo governo Andreotti, dal 17 febbraio 1972 al 26 giugno 1972; Ministro senza portafoglio dei Beni Culturali nel quarto Governo Rumor,  dal 7 luglio 1973 al 14 marzo 1974; Ministro del Turismo e Spettacolo nel quinto governo Rumor, dal 14 marzo 1974 al 23 novembre 1974.
È stato Presidente dell’INU (Istituto nazionale di urbanistica) dal 1960, dopo l’VIII° Congresso dell’Istituto, al 1969. È stato Presidente dell’Istituto lombardo di studi economici e sociali (Ilses) ed insignito della Medaglia d’oro ai benemeriti della cultura e dell’arte il 30 ottobre 1980.
Muore a Milano, il 23 aprile del 1997.

## Sinossi degli incarichi di Governo
| Incarico                                        | Mandato                           | Governo             |
| ----------------------------------------------- | --------------------------------- | ------------------- |
| Ministro della Sanità                           | 13 dicembre 1968 - 6 agosto 1969  | Governo Rumor I     |
| Ministro della Sanità                           | 6 agosto 1969 - 28 marzo 1970     | Governo Rumor II    |
| Ministro della Ricerca Scientifica              | 28 marzo 1970 - 6 agosto 1970     | Governo Rumor III   |
| Ministro della Ricerca Scientifica              | 6 agosto 1970 - 18 febbraio 1972  | Governo Colombo     |
| Ministro del Commercio con l'Estero             | 18 febbraio 1972 - 26 giugno 1972 | Governo Andreotti I |
| Ministro senza portafoglio per i Beni culturali | 8 luglio 1973 - 15 marzo 1974     | Governo Rumor IV    |
| Ministro del Turismo e Spettacolo               | 15 marzo 1974 - 23 novembre 1974  | Governo Rumor V     |